# Inge Harst
Inge Harst (* als Inge Müser 9. Juni 1940 in Rodenberg) gehörte Anfang der 1960er Jahre zu den besten deutschen Tischtennisspielerinnen.

## Werdegang
Inge Harst gewann 1960 und 1961 die deutsche Meisterschaft im Einzel und im Doppel (mit Jutta Kruse). Auch im Bundesranglistenturnier belegte sie den ersten Platz. Ihre Spitzenposition in der deutschen Rangliste 1960 und 1961 zeigt, dass sie in dieser Zeit die beste deutsche Tischtennisspielerin war.
Ihren größten internationalen Erfolg feierte sie 1962: Bei der Europameisterschaft gewann sie mit der deutschen Damenmannschaft die Goldmedaille. Und auch im Mixed wurde sie an der Seite von Hans Alser Europameister. Für die EM 1964 war sie bereits nominiert, jedoch verzichtete sie aus „familiären Gründen“ auf eine Teilnahme.
Zwischen 1957 und 1968 bestritt sie 52 Länderspiele.
1961 heiratete Inge Müser den Tischtennisspieler Heinz Harst, mit dem sie bereits deutsche Vizemeisterin im Mixed wurde. 1963 und 1964 belegten die beiden sogar den ersten Platz im Mixed.
1985 beendete Inge Harst ihre aktive Laufbahn. Danach widmete sie sich der Jugendarbeit des Vereins SpVgg Neckarsulm.

## Privat
Inge Harst hat zwei Töchter, die beide in der 2. Bundesliga Tischtennis spielen: Annette und Susanne Harst. 2004 lebte Harst in Neckarsulm.

## Ehrungen
Bereits 1956 ehrte der Tischtennis-Verband Niedersachsen Inge Müser mit Silber. 1984 erhielt sie die Ehrenmedaille der Stadt Neckarsulm für ihre Tischtennis-Erfolge auf internationaler Ebene. 1990 verlieh ihr der DTTB den Barna-Preis.

## Sportliche Erfolge
- Teilnahme an Weltmeisterschaften
  - 1959 in Dortmund: nur Individualwettbewerb (nicht Mitglied der Mannschaft)
  - 1961 in Peking: Viertelfinale Mixed (mit Conny Freundorfer), 10. Platz mit Damenteam
  - 1963 in Prag: Viertelfinale Doppel, 9. Platz mit Damenteam
  - 1967 in Stockholm: Achtelfinale Doppel (mit Diane Schöler), 7. Platz mit Damenteam

- Teilnahme an Europameisterschaften
  - 1960 in Zagreb: 7. Platz mit Damenteam
  - 1962 in Berlin: 3. Platz Einzel, 2. Platz Doppel (mit Agnes Simon), 1. Platz Mixed (mit Hans Alser), 1. Platz mit Damenteam

- Internationale Meisterschaften
  - 1960 Berlin: 3. Platz Doppel (mit Jutta Kruse)
  - 1961 Berlin: 2. Platz Einzel
  - 1961 Italien: Halbfinale Einzel, 2. Platz Doppel, 1. Platz mit Damenteam
  - 1962 St. Ingbert: 4. Platz Einzel, 1. Platz Doppel (mit Agnes Simon)
  - 1962 Österreich: 2. Platz Doppel
  - 1962 Skandinavien: 2. Platz Doppel, 1. Platz Mixed (mit Hans Alser)
  - 1963 Frankfurt/Main: 4. Platz Doppel (mit Agnes Simon)
  - 1964 Wolfsburg: 3. Platz Doppel (mit Ingrid Kriegelstein)
  - 1964 Lausanne (Schweiz): Halbfinale Einzel, 1. Platz Doppel (mit Heide Dauphin), 2. Platz Mixed

- Nationale deutsche Meisterschaften
  - 1958 in Neumünster: 4. Platz Mixed (mit Bernie Vossebein)
  - 1959 in Donaueschingen: 1. Platz Doppel (mit Jutta Kruse), 4. Platz Mixed (mit Bernie Vossebein)
  - 1960 in Essen: 1. Platz Einzel, 1. Platz Doppel (mit Jutta Kruse)
  - 1961 in Wolfsburg: 1. Platz Einzel, 1. Platz Doppel (mit Jutta Kruse), 2. Platz Mixed (mit Heinz Harst)
  - 1962 in Freiburg: 2. Platz Einzel, 2. Platz Mixed (mit Heinz Harst)
  - 1963 in Lübeck: 1. Platz Mixed (mit Heinz Harst)
  - 1964 in Siegen: 2. Platz Einzel, 2. Platz Doppel (mit Hannelore Männer), 1. Platz Mixed (mit Heinz Harst)
  - 1967 in Berlin: 4. Platz Einzel
  - 1968 in Böblingen: 4. Platz Einzel, 2. Platz Doppel (mit Jutta Krüger)

- Bundesranglistenturniere
  - 1960 in München: 1. Platz
  - 1963 in Mainz: 3. Platz
  - 1964 in Mölln: 2. Platz

- Deutsche Mannschaftsmeisterschaft
  - 1960 in Kiel: 1. Platz mit TK Hannover
  - 1961 in Rheinfelden: 2. Platz mit TK Hannover

- Deutsche Pokalmeisterschaft
  - 1961 in Hannover: 1. Platz mit TK Hannover

- Deutschlandpokal
  - 1958 in Hannover: 1. Platz mit Niedersachsen
  - 1960 in Hannover: 1. Platz mit Niedersachsen

- Ranglisten
  - 1960–1961: 1. Platz in der DTTB-Rangliste
  - 1962: 6. Platz europäischer Verband ETTU

- Vereine
  - 1952–1959: SG Rodenberg
  - 1959–1961: TK Hannover
  - 1961–1965: DJK Sportbund Stuttgart
  - ab 1965: SpVgg Neckarsulm

## Turnierergebnisse
| Verband | Veranstaltung       | Jahr | Ort       | Land | Einzel     | Doppel        | Mixed         | Team |
| ------- | ------------------- | ---- | --------- | ---- | ---------- | ------------- | ------------- | ---- |
| FRG     | Europameisterschaft | 1962 | Berlin    | FRG  | Halbfinale | Silber        | Gold          | 1    |
| FRG     | Weltmeisterschaft   | 1967 | Stockholm | SWE  | letzte 64  | letzte 16     | letzte 32     | 7    |
| FRG     | Weltmeisterschaft   | 1963 | Prag      | TCH  | letzte 128 | Viertelfinale | Viertelfinale | 9    |
| FRG     | Weltmeisterschaft   | 1961 | Peking    | CHN  | letzte 128 | letzte 32     | letzte 32     | 7    |
| FRG     | Weltmeisterschaft   | 1959 | Dortmund  | FRG  | letzte 128 | letzte 32     | letzte 64     |      |